# Friedrich Beermann
Friedrich „Fritz“ Albert Hans Adolf Beermann (* 9. Oktober 1912 in Moskau, Russisches Kaiserreich; † 24. November 1975 in Kiel) war ein deutscher Jurist, Offizier (Brigadegeneral), Attaché und Politiker (SPD). Als wehrpolitischer Berater der SPD prägte er den Begriff „Staatsbürger in Uniform“. Von 1969 bis 1975 war er Mitglied des Deutschen Bundestages.

## Herkunft und Jurastudium
Beermann wurde 1912 als Sohn eines deutsch-russischen Kaufmanns und einer Engländerin in Moskau im Russischen Kaiserreich geboren. Während des Ersten Weltkriegs zog seine Familie mit ihm ins Deutsche Reich, wo er in Hamburg aufwuchs. Dort besuchte er das humanistische Wilhelm-Gymnasium, wo er 1933 das Abitur ablegte. Anschließend begann er im Studienjahr 1933/34 das Jurastudium an der Albertus-Universität Königsberg in Ostpreußen, wo er der Königsberger Burschenschaft Gothia beitrat.
Von 1946 bis 1948 war er Volontär bei der Fa. Laeisz & Lüders in Hamburg und bei Hans & Co. in Lübeck. 1948 setzte er sein Studium fort, welches er 1951 mit dem 1. juristischen Staatsexamen beendete. Es folgte das Referendariat beim Oberlandesgericht Hamburg, 1953 an der Rechts- und Staatswissenschaftlichen Fakultät die Promotion zum Dr. jur. (Arbeitsschicksal und Gesetzesverletzung im Spiegel der Jugendkriminalität der Nachkriegsjahre) und 1954 die große juristische Staatsprüfung.
Danach war er Anwaltsassessor bei einem Rechtsanwalt in Hamburg und ließ sich selbst nieder.

## Militärische Laufbahn

### Reichswehr
Beermann wurde 1934 Offizieranwärter (Fahnenjunker) in der Reichswehr. 1935 besuchte er die Kriegsschule Dresden.

### Wehrmacht
Beförderungen
- 1936 Leutnant
- 1939 Oberleutnant
- 1942 Hauptmann
- 1942 Major
- 1944 Oberstleutnant

Es folgte der Besuch der Artillerieschule Jüterbog. Im Jahr 1936 wurde er zum Leutnant im Artillerieregiment 1 der Wehrmacht befördert. 1936/37 war er Batterieoffizier. 1937/38 absolvierte er die Kavallerieschule Hannover. 1938 wurde er Ordonnanzoffizier im Artillerieregiment 23 in Potsdam, von 1938 bis 1942 war er Batteriechef im Artillerieregiment 1. 1942 absolvierte er den Abteilungsführerlehrgang in Mourmelon-Jüterbog.
Danach war er Abteilungskommandeur II im Artillerieregiment 1. 1943/44 war er Kommandeur des II./Artillerieregiments 1 in Jüterbog und Groß Born. 1944 nahm er am Regimentsführerlehrgang der höheren Artillerieschule Meißen bei Dresden teil. Zuletzt war er Kommandeur des bei Thorn (Wehrkreis XXI) wieder aufgestellten Artillerieregiments 340, als solcher er im April 1945 in Kriegsgefangenschaft geriet.

### Bundeswehr
Beförderungen
- 1959 Oberst
- 1968 Brigadegeneral

1959 trat er mit Unterstützung von Bundesminister der Verteidigung Franz Josef Strauß (CSU) als Oberst in die Bundeswehr ein. Die Eignungsübung zuvor absolvierte er bei Brigadegeneral Ulrich de Maizière, seinerzeit stellvertretender Kommandeur der 1. Panzergrenadierdivision. 1959/60 nahm er an der Generalstabsausbildung am Command and General Staff College (CGSG) der US Army in Fort Leavenworth, Kansas (USA) teil. Danach erfolgte die Einweisung bei der Deutschen Militärischen Vertretung (DMV), unter General Johannes Steinhoff, des NATO-Militärausschusses in Washington, D.C. Von 1960 bis 1963 war er G3 (Heer) ebendort. Während der Kubakrise im Oktober 1962 stand er im Verdacht, ein Informant des Nachrichtenmagazins Der Spiegel gewesen zu sein.
1963 absolvierte er die Attachéausbildung im Führungsstab der Bundeswehr (Fü B II 8) in Bonn. Von 1963 bis 1965 war er Militärattaché an der Deutschen Botschaft Neu-Delhi (Indien) unter Botschafter Georg Ferdinand Duckwitz und somit auch zuständig für Nepal. Nach der Rückkehr diente er als Oberst beim Stabe und Kommandeur Divisionstruppen bei der durch Generalmajor Hans-Georg von Tempelhoff geführten 3. Panzerdivision in Buxtehude. 1966 nahm er an den Lehrgängen für höhere Kommandeure an der Kampftruppenschule II in Munster, der Führungsakademie der Bundeswehr in Hamburg und der Logistikschule der Bundeswehr in Bremen teil. 1967 absolvierte er einen Sprachlehrgang Russisch an der Sprachenschule der Bundeswehr.
1968 wurde er zum Brigadegeneral ernannt und war somit erster General der Bundeswehr aus der SPD. 1968/69 war er Deutscher Bevollmächtigter Nord (später Territorialkommando Nord) in Mönchengladbach. 1969 war er zur besonderen Verwendung an der Führungsakademie der Bundeswehr in Hamburg. Danach wurde er auf eigenen Wunsch hin pensioniert.

## Politische Laufbahn
1947 trat Beermann in die SPD ein. Als wehrpolitischer Berater der SPD prägte der Oberstleutnant a. D. in den Vorbereitungen zum Aufbau der Bundeswehr bereits 1952 den Begriff „Staatsbürger in Uniform“. Dieser wurde vom „Amt Blank“ aufgegriffen und seit 1953 auch von Graf von Baudissin verwendet. Bis 1957 waren die Vorbereitungen für die Aufstellung bundesdeutscher Streitkräfte abgeschlossen, das Grundgesetz geändert und gesetzliche Grundlagen geschaffen. Beermann wirkte an diesem Prozess entscheidend mit.
Während der Amtszeit von Erich Ollenhauer als SPD-Partei- und Fraktionsvorsitzender war er auf Betreiben von MdB Helmut Schmidt von 1955 bis 1959 Referent für Sicherheitsfragen bei der SPD-Bundestagsfraktion in Bonn. Als dieser erzeugte er 1958 einen Eklat, als er auf einer Tagung von Offizieren und Anwärtern der Bundeswehr zur Tradition der Bundesmarine sprach und ausführte, er sympathisiere eher mit Max Reichpietsch und Albin Köbis, im Ersten Weltkrieg als Meuterer hingerichteten Matrosen, denn mit Dönitz und Raeder. Die anwesenden Marineoffiziere verließen daraufhin den Saal. Das Bundesministerium der Verteidigung begrenzte den Eklat durch die Erklärung, die einstigen Großadmirale seien keine Vorbilder für die Bundesmarine mehr.
Noch vor seiner Nominierung als Bundestagskandidat mischte sich der Landesverband der SPD Schleswig-Holstein in die Kandidatenfindung des Wahlkreises ein und gründete eine Kommission, „die mit den Kreisvorständen Gespräche führen wird über die Kandidatenfrage zur Bundestagswahl 1969“. Dergestalt instruiert, empfahlen die Kreisvorstände Beermann. In einer Veranstaltungsreihe, unterstützt durch den Kreisvorsitzenden sprach Beermann zum Thema: Deutschlands Stellung in der Welt. Auf der Wahlkreiskonferenz der Unterbezirke Lauenburg und Stormarn wurde er schließlich bei drei anderen Gegenkandidaten zum Wahlkreiskandidat gekürt. Bei der anschließenden Bundestagswahl wurde er in den Bundestag gewählt. Zur nächsten Legislaturperiode 1972 konnte er das Direktmandat des Wahlkreises 10 (Stormarn - Herzogtum Lauenburg) erlangen. Er war als Bundestagsmitglied ordentliches Mitglied des Rechtsausschusses und des Auswärtigen Ausschusses sowie stellvertretendes Mitglied des Haushaltsausschusses und des Verteidigungsausschusses. Nach seinem Tod zog Hans-Uwe Emeis als Nachrücker in den Bundestag ein.
1973 äußerte er sich kritisch über den Präsidenten Chiles, Salvador Allende, was zu Widerstand in der SPD führte.

## Familie
Sein Nachlass befindet sich im Archiv der sozialen Demokratie (AdsD) der Friedrich-Ebert-Stiftung in Bonn.
Beermann war evangelisch-lutherischer Konfession. Sein Bruder Eberhard war SPD-Bürgerschaftsabgeordneter in Hamburg.

## Schriften (Auswahl)
- mit Heinz Karst, Franz Grosse (Hrsg.): Menschenführung, Personalauslese, Technik in Wirtschaft und Armee (= Lebendige Wirtschaft. Bd. 4). Leske, Darmstadt 1954.
- (Übers.): Die Rote Armee. Zsgst. von Basil Liddell Hart, Verlag WEU/Offene Worte, Bonn 1956.